# Albán heraldika

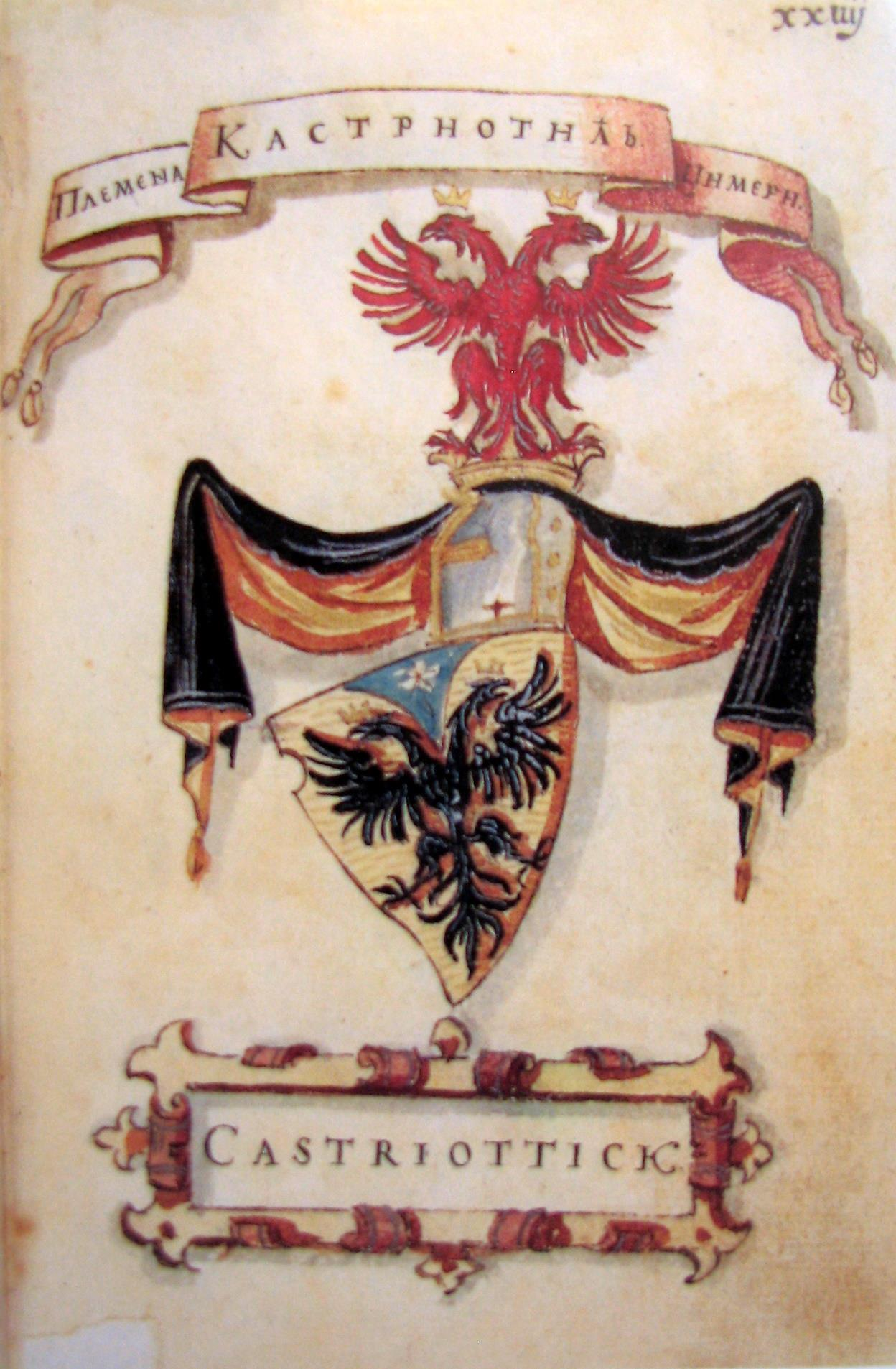
Kasztrióta György címere

A Kasztrióta család címere

Az albán heraldika a kelet-európai heraldika része. Viszonylag régi címertani rendszer, mely elsősorban a kommunális heraldikára, az uralkodócsalád és egyes történelmi családok, mint Szkander bég, a Muzaka, Arianiti, Topia, Dukagjin és más törzsfők régebbi keletű címereire korlátozódik, melyeken érződik a külföldi, elsősorban az olasz hatás. Ez érvényes az albán heraldika nevezéktanára is. A keleti rítusú balkáni államokban, mint Bosznia, Montenegró, illetve Törökország nem létezett önálló címertani hagyomány. A balkáni államok közül a legkorábbi és legerősebb nyugati hatás Albániát érte, mely 1204-től Epirusz és Morea francia keresztes uralkodóinak a fennhatósága alatt állt, akik a saját heraldikai szokásaikat vezették be. Ezt követően az albán területek nápolyi fennhatósága alatt számos olasz eredetű címer jött létre, de ez a hatás a török hódítás miatt nem volt tartós és a virágzó albán heraldika története hirtelen megszakadt.
A 9–14. században bizánci, bolgár, a Dukljai Fejedelemség, velencei, az Epiruszi Despotátus uralma alatt állt. Az ország Hunyadi János idején elismerte a magyar fennhatóságot, a törökök ellen Velencével és Nápollyal szövetkezett, majd Kasztrióta György negyedszázados ellenállását követően 1501-ben meghódította az Oszmán Birodalom. A velenceiek Kasztrióta Györgyöt, avagy Szkander béget befogadták a velencei nemességbe, a nápolyi királytól pedig 1463-ban megkapta Monte S. Angelo és S. Giovanni Rotundo uradalmát. Utódai Nápolyban Soleto márkija és San Pietro hercege címmel éltek. Az első Balkán-háború után, 1912. november 28-án Albánia függetlenné vált. A nagyhatalmak által albán uralkodóvá kinevezett I. Vilmos féléves uralkodás után anarchiában hagyta magára országát. Az első világháború után a konzervatív Amet Zogu 1925-ben az ország teljhatalmú elnöke lett, majd 1928-ban I. Zogu néven Albánia királyává koronáztatta magát. A második világháború után olasz megszállás alá került, majd az Enver Hoxha vezette kommunista partizánok 1944 végére felszabadították az országot és izolacionista sztálinista diktatúrát hoztak létre. A köztársaságot 1991-ben kiáltották ki.
Az albán heraldika meghatározó eleme a kétfejű fekete sas, mely Kasztrióta György törökellenes harcaira megy vissza az 1440-es években, amikor a felkelés jelképeként pecsétjein a bizánci kétfejű sast használta. Az ország zászlaján a monarchia idejét a sas feje fölött korona, az 1946-os kommunista hatalomátvétel után ötágú csillag volt, melyet a rendszerváltás után eltávolítottak. Az ország hivatalos neve is Republika e Shqipërisë vagy Shqipëria, feltételezett jelentése ’sas(fiók)ok földje’.
Az államcímerben a fekete sas vörös alapon fordul elő, amivel vét a színtörvény ellen. A szorosan vett heraldikai szabályok értelmében az albán heraldika néha antiheraldikus jellegű, ami az elméleti címertan viszonylagos fiatalságával magyarázható, másrészt azzal, hogy Albániában nem létezett lovagi kultúra. Az ország területe részben a nyugati (katolikus), részben a keleti (bizánci) kereszténységhez tartozott, majd a tartós török befolyás következtében a lakosság nagy része is áttért a muzulmán hitre.
A kommunista rezsim a városok számára tiltotta heraldikai jelképek viselését. A rendszerváltás után sorra tértek vissza ezekhez vagy hoztak létre új címereket, melyek egy része nem felel meg a heraldika minden szabályának.

Albánia címere
Albánia zászlója
Az Albán Népköztársaság címere
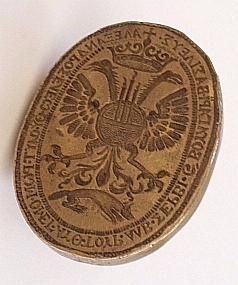
Szkander bég pecsétje
A Balshaj törzs, ma Shkodra város címere
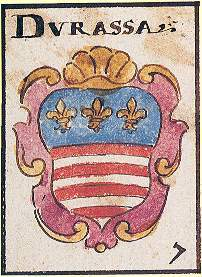
Durrës (Durazzo) címere az 1700-as években, a nápolyi Anjouk magyar kapcsolatainak címertani kifejeződése
Tirana címere
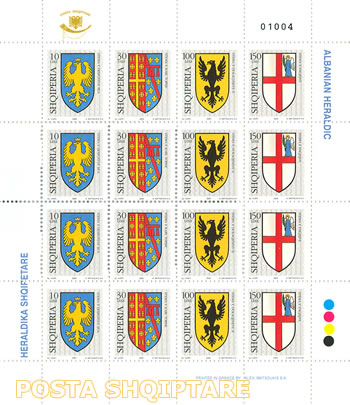
Albán bélyegek

## Szervezetek
College of Arms of the Republic of Albania (Albanian College of Arms c/o Lucinda Aberdare Assoticates, Exchange House, 54-48 Athol Street, Douglas IM1 1JD, Isle of Man, British Isles)

## Lásd még
Illír címerkönyv